# Каварненско въстание
Каварненското въстание е въстание в периода 25 юни – 24 юли 1877 г. на каварненци и околните села в самозащита от настъпващия към града башибозук, местни турци и черкезка конница. Османското правителство изпраща в Добруджа отряд от 3000 нередовни войници „за защита на мюсюлманите“. Действат без или в координация с военния план на турското командване за превръщане на селищната територия в пуста земя. Населението с убийства и грабежи е разгонено или депортирано на юг, в което участва и редовна турска войска.

## Прелюдия
След десанта на руските войски на 22 юни 1877 г. при Мачин въоръжени от властите башибозук, черкези и местни турци разоряват българските села в Добруджа. Първо е нападнато с. Башкьой при Тулча. Българите се бият, удържат 3 дни и убиват над 80 черкези преди селото да падне и да бъде подложено на клане и изгорено. Вестник „Български глас“ в броя си от 7 май 1877 г. определя трагeдията на селото еднозначно като „Добруджанския Батак“. Сходна е съдбата и на българите от с. Малък Гаргалък при Кюстенджа, където са изклани към 60 души, а димът от пожара се вижда чак в Кюстенджа, но част от селяните се спасяват в близкия град и на английския кораб „Рапид“, който им дава възможност да се евакуират. Нападения над българите стават и в Русе.
Разорявания и избивания на българи има и в селата Шабла, Божаново, Божурец, Гяур Суютчук (дн. Българево), Ваклино, Велково, Черноморци, Гаргалък (дн. Вранино), Горичане, Гяур куюсу (дн. Гурково), Езерец, Крапец, Крупен, Могилище, Приморци, Смин, Твърдица, Тригорци, Царевец, изчезналото днес c. Картолия, в Балчик пострадват 4 семейства и са убити двама българи.
Към 7 юли над 3000-на орда обсажда барикадираната от 25 юни от гражданите ѝ Каварна, в която са събрани и бежанците от селата. Водачи на българите са каварненският първенец Андрей Василев Димитров (1831 – 1934) наречен Амира, Петър абаджията от Търново, Жечо Крачитала и П. Х. Тодоров и двамата от Котел, местните Никола Терзи, Димитър Папазоглу и др. Първоначално и турското население на града е солидарно с християните срещу обсаждащите, но подплашено от слухове за напредване на руснаците се евакуира по море към Цариград заедно с няколко чорбаджийски български семейства, а малкото останали мюсюлмани се присъединяват към нападателите.

## Сражения
Въоръженото голямо стълкновение е на 9/21 юли 1877 г. Балчишкият каймакамин Курт Мехмет Али след 14 дни непрестанни обръщения на българите към официалната власт за някаква защита от обсадилия града башибозук, се появява пред сащисаните граждани на Каварна заедно с обсадителите ѝ с искането да им бъде платен откуп в размер на непосилната сума от 100 000 пиастра. В конака са привикани първенците на града, обяснението им, че те могат да съберат само част от откупа, предизвиква яростта на турците и те се нахвърлят с ругатни да ги изколят с ятаганите си. Започва клане, но и каварненци на седят безучастни и започват да стрелят, за да защитят съгражданите си. След 3-часова битка, в която на няколко пъти башибозукът пробива барикадите и отново е отхвърлен от защитниците отвъд тях с твърди контраатаки на българите, водени от Неделчо и Калинков от Голям Гаргалък, с цената на около 50 убити, турците преодоляват отбраната, впускат се в града и се отдават на плячка, клане и изнасилвания. Богданов от Гроичане дори ранен убива трима турци и един черкезин преди да бъде съсечен с ятагани. Градът е подпален. C настъпването на нощта нападателите, страхуващи се от ненадейно нападение от казашки разезди, се оттеглят от горящото селище в Батовската гора между Балчик и Кранево. Оцелелите защитници се събират и някои се отправят към останките от крепостта Калиакра, останалите се укрепяват в новото българско училище, а Амира препуска към руските позиции да търси помощ.
На 22 юли башибозукът получава сигнал за атака срещу Каварна от турския комендант на Добрич 2 оръдия, докарани от черкезката кавалерия, с която действа заедно, и настъпва отново. Кланетата, станали известни на европейските консули благодарение на телеграфистите Еранос Ераносян и Христаки Григоров, предизвикват острата намеса на дипломатите, което принуждава упорито отказващата до момента молбите на каварненци да озапти башибозука си турската власт и по-точно варненският комендант – египетският принц на турска служба Хасан паша, да прати в Каварна два броненосеца. Според заповедта на брега слизат само 30 арабски войника и Ераносян, който е с турски военен ранг, командвани от балчишкия каймакам. Каймакаминът отново влиза в плячкосвания от башибозук и черкези град, не им се противопоставя по никакъв начин, защото действията им всъщност не са в противоречие с военния план на въоръжилата ги турската власт, стига до училището, в което се отбраняват българите и им заповядва да се качат на корабите за транспортиране на юг без да ходят до домовете си или да имат право на избор, единствено поставя Ераносян начело на няколко войника да достигне от училището до българските къщи. Арменецът веднага е прострелян в челото от башибозуците, които явно знаейки кой е той, извършват над трупа му отвратителни издевателства. Кораб с българи по нареждане на турската власт тръгва към Измит, Мала Азия, а останалите българи са конвоирани до Балчик, където ги посрещат същите черкези и турци, унищожили Каварна. Те грубо търсят сред бежанците водачите на каварненци и само чакат сгоден момент да се разправят с оцелелите. Това налага бежанците да се спасяват, като бягат във Варна под покровителството на българската и гръцката църкви и консулите. Варненският архиерейски наместник Христо Върбанов пише:
| „                                                 | Черкезите нападнаха Каварна; жителите й юнашки се защищават. Населението от Суютчук, Шабла, Карапча и други се прибра в Геларето за самозащита. Слушам, че имало много хора, особено жени и деца на балчишката скеля, които чакат помощ за избавлението си. Придумвам Христо Войников да отиде, да извърши тази добрина, като вземе две мауни от Варна. Той послуша, взима две мауни, с цена по 300 гроша и се упътва нощем за Балчик. Зимам грижата да събера тези пари; сутринта рано слизам на скелята, дето заварих гръцкия дякон, който бил изпратен от гръцкия владика. Той казваше на дошлите българи и гърци (на турски): „Който е от гръцко произхождение – да излиза“, за другите той не отговарял. Като чувам това от дякона, запитах го: „Ами българите, какво ще ги правите?“. Като извиках сърдито на дякона, скоро да се махне от тук, той погледна към мене и като видя, че зад мене стоят двама стражари, мълчешком се оттегли. Извиках: „Всички, които са в мауните и в каиците да излизат навън“. От българите, преди да пристигна на скелята, някои били прогонени от дякона и тези хорица намерили спасение при манастира „Св. Константин“. Изпровождам 5 – 6 каруци и така прибрах и тези българи в църквата „Св. Архангел“. Всички били боси, голи и без насъщни хляб. Прихранвах ги около един месец, както казах горе, от Хасан пашовия подарък и от събраното брашно. | “ |
| Христо Върбанов. Спомени за Варна : (1875 – 1881) | |   |

## Завършек
На 24 юли варненските консули стигат с параход до полуразрушените крепостни стени на Калиакра, където откриват няколкостотин каварненци, селяни от Шабла, Крапец, Езерец и бежанци от другите околни села – общо към 3000 души укрепили се там, поставили часови по стената и барикадирали крепостните врата, готови за отбрана. На поканата да бъдат евакуирани по море към Варна е получен категоричен отказ от събралите се в крепостта, които заявяват, че ще се бранят на място или ще тръгнат към Мангалия да посрещнат руските войски, последното от което и става. На 27 юли, когато корабът отново идва, крепостта е празна. Междувременно на 25 юли е извършено клане в Шабла. По заповед на същия каймакамин Курт Мехмет Али имуществото на българските селяни е събрано за откарване към Балчик, когато черкезите нападат. Пред безучастните погледи на заптиетата те ограбват събраното, поругават и напълно разсипват църквата. След това редовна турска кавалерия и 70 черкези подкарват насилствено българите на юг, като именно редовната турска войска стреля, убива и ранява тежко онези от тях, които се опитват да избягат от конвоя и депортирането.
В станалите кланета, погроми и опожаряване в целия район с християнско население под 10 000 души са изклани към 1000 българи. След клането в Шабла освен убитите в селото от войската мъже в околните лозя са намерени към 100 трупа на жени, eдин старец е клан с трион, момче е горено живо, стотици са ранени, изнасилени, отвлечени, пребити и погинали от раните си, опожарени са двете църкви, училището в Kаварна и няколкостотин къщи в града и района, от които само в Каварна са изгорени над 150, а останалите, както и всички български села, са разграбени и опустошени, разсипана и поругана е църквата в Шабла. Над 5000 души са прогонени или депортирани от домовете си и стават бежанци, криещи се по блатата, крайбрежните пещери, в полето или разчитащи на милостиня във Варна и Кюстенджа, като само в последния град се спасяват над 3000 българи бежанци.
Веднага след тези събития 80 души доброволци от Балчик и Силистра сформират конна чета – т.нар. „Драгунерия“, оглавена първо от споменатия каварненски първенец Андрей Василев (Амира), после от Бончо Павлов (Бунала) и накрая от капитан Радович, която действа срещу поробителя, разузнава пред руските войски и подпомага казашките разезди; при боя на руснаците за Добрич прекъсва телеграфа с Варна, след което се отправя към самата Варна и разрушава жп линията при гара Гебедже, днес Белослав, с което съществено подпомага освободителите.
Каварна е освободена от турско иго на 4 февруари 1878 г. от 15-и казашки полк на Първа конна дивизия с командир генерал-майор Николай Янов.

## Памет
Макар да не е така известно в популярната историография, паметта на жертвите и водачите от Каварненското въстание през юли 1877 г. е дълбоко почитана в крайморска Добруджа. В Каварна неговата годишнина се отбелязва тържествено, на 100-годишния юбилей е проведена научна конференция за въстанието, на която са представени задълбочени изследвания и много новооткрити ценни документи за него като дипломатически доклади и грами, записки на варненските църкви, посрещали бежанците, рапорти на корабни капитани, журналистически публикации по време на събитията и пр. Имената на водача на въстанието Андрей Василев Димитров, с прозвище Амира Джерафоглу и на „Избавителя“ арменеца Еранос Ераносян носят улици в Каварна, обявени са посмъртно за почетни граждани и са им издигнати паметници.
Най-внушителният паметник на въстаниците е недалеч от центъра при южния вход на града. Посреща и изпраща всички в града. Паметният надпис гласи:
„Каварна се вдигна в защита мъжествена, в кърви потъна, из пепелища израстна!“